# Décroissance démographique

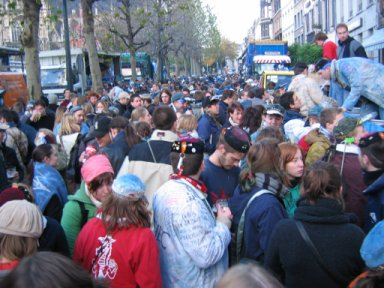
La population mondiale en juin 2014 est d'environ 7,2 milliards d'individus.

Une décroissance démographique, un déclin démographique, ou, plus anciennement, une dépopulation, est, pour une zone ou un pays donné, une situation dans laquelle le nombre d’habitants diminue. Les causes peuvent être un taux de mortalité supérieur au taux de natalité, ou des flux d’émigration nets supérieurs à l’accroissement naturel. Ces flux migratoires peuvent être induits par des guerres, des événements socio-politiques, des crises économiques ou des événements environnementaux (séismes, éruptions volcaniques, inondations). Une forme importante du déclin démographique est le crash démographique.
La décroissance démographique est également une conception politique et sociale qui prône une diminution de la taille de l'humanité, en particulier pour faire face aux enjeux actuels du réchauffement climatique, des ressources non renouvelables et du déclin de la biodiversité.

## Statistiques
En 2022, plus des deux-tiers de la population mondiale vivait dans un pays ou une région où l'indice synthétique de fécondité était inférieur à 2,1, le niveau approximatif pour maintenir une population. En 2021, seules l'Afrique sub-saharienne (4,6 enfants par femme), l'Océanie hors Australie (3,1), la région Afrique du nord-Moyen-orient (2,8) et l'Asie centrale et méridionale (2,3) avaient une natalité supérieure au seuil de remplacement. Les autres régions du monde (au sens de l'ONU) avaient une natalité menant à un déclin en l'absence d'immigration d'autres régions : l'Amérique latine (1,9) et l'Australie-Nouvelle-Zélande (1,6) étaient suivies par l'Amérique du Nord et l'Europe (1,5) et l'Asie de l'est et du sud-est (1,5).

## Théories favorables à une décroissance

### Malthusianisme
Le malthusianisme est une théorie politique prônant la restriction démographique, inspirée par les travaux de l'économiste britannique Thomas Malthus (1766–1834). Le terme a été utilisé pour la première fois par Pierre Joseph Proudhon en 1849. À l'origine, cette doctrine était hostile à l'accroissement de la population d'un territoire ou d'un État et préconisait la restriction volontaire de la natalité. Selon Malthus, l'augmentation démographique est beaucoup plus rapide que la croissance de la production alimentaire, ce qui nécessite une limitation de la natalité pour éviter les famines dues à la surpopulation. Le mot malthusianisme désigne aussi par extension et dans un sens péjoratif de la part de ses adversaires idéologiques, toute attitude craintive devant la vie et le développement[réf. nécessaire].

### Néomalthusianisme
Le néomalthusianisme est une actualisation de la doctrine de Thomas Malthus et de sa prise de conscience des ressources limitées de la planète. L'explosion démographique humaine des XXe et XXIe siècles a remis sur le devant de la scène cette théorie.
Ses partisans prônent la stabilisation de la démographie mondiale en équilibrant au mieux le taux de natalité et le taux de mortalité, arguant du fait qu'une croissance illimitée de la population sur une planète limitée est tout simplement impossible. Cet équilibre démographique permettrait de ne pas trop consommer les ressources naturelles de la planète (sols cultivables, eau douce etc.), de préserver la biodiversité et le climat via une diminution de la pollution et de la pression de l'agriculture, l'élevage et la surpêche sur les écosystèmes, et par ce biais réduire les tensions géopolitiques liées à l'accès aux ressources, la pauvreté, et enfin de maintenir un certain niveau de vie pour tous. Elle doit permettre l'accession à une démographie stabilisée dont le seuil est déterminé.
Différents philosophes, scientifiques ou organisations ont pointé du doigt une catastrophe démographique potentielle désormais jugée imminente : l'écrivain britannique Aldous Huxley, le professeur d'université de Stanford Paul R. Ehrlich, l'anthropologue américain J.Kenneth Smail, l'association Démographie Responsable, ou encore le Fonds des Nations unies pour la Population (UNFPA) dans son rapport de 2011.

## Mesures politiques de ralentissement de la croissance démographique

La population mondiale est en constante augmentation.

Le ralentissement de la croissance démographique a été un objectif politique dans de nombreux Etats, poursuivi à travers des mesures qui sont dans la plupart des cas de nature incitative (planning familial, incitation à la stérilisation, etc.), mais parfois de nature coercitive.
Dans les pays du Sud, les mesures de limitation des naissances visent à freiner la croissance démographique rapide qui reste largement positive : l'ajustement à la baisse de la fécondité suit avec plusieurs décennies de retard en moyenne la baisse très forte de la mortalité, surtout après 1945. De 1950 à 2018, la population du Sud (Asie hors Japon et Sibérie, Afrique, Amérique latine) a environ quadruplé, passant d'à peu près 1,5 milliard à un peu plus de 6 milliards d'habitants[réf. souhaitée].

### Mesures coercitives

#### En Chine
Jusqu'au début des années 1970, la Chine connaissait une très forte croissance démographique. Afin de limiter la croissance de sa population, elle a adopté en 1979 la politique de l'enfant unique limitant la taille des familles urbaines (à l'exception des minorités ethniques) à un enfant, à deux enfants pour les familles rurales ayant eu une fille comme premier enfant. Le taux de natalité est ainsi tombé de 21 pour mille en 1990 à 12,4 pour mille en 2003. L'accroissement démographique est quant à lui de 0,6 % en 2003 contre 1,44 % en 1990.
Le 28 mars 2006, Zhang Weiqing – responsable de la « Commission d'État pour la population et le planning familial » – a indiqué, dans une interview accordée au site internet du gouvernement chinois, que la politique du planning familial avait aidé la Chine à éviter la naissance de 400 millions de bébés au cours des trois dernières décennies. Il a fait remarquer que la Chine avait mis environ trente ans pour réaliser l'objectif du contrôle de la population, alors que cela en avait pris cent dans les pays développés. « L'objectif d'assurer au peuple chinois une vie relativement confortable n'aurait pas pu être réalisé si nous avions 400 millions de personnes supplémentaires » a souligné M. Zhang.
Le 15 novembre 2013, l'agence Chine nouvelle annonce que le plénum du Comité central a décidé d'assouplir progressivement sa politique de l'enfant unique : jusqu'ici, les couples pouvaient avoir deux enfants s'ils vivaient à la campagne et que leur premier nourrisson était une fille, ou lorsque les deux parents étaient enfants uniques ; désormais, même les couples qui ne comptent qu'un seul parent enfant unique pourront avoir deux enfants. Le 29 octobre 2015, lors du 5e plénum du Comité central du Parti communiste chinois, l'abandon complet de cette politique est annoncé, tous les couples sont autorisés à avoir deux enfants à partir du 1er janvier 2016.

#### En Inde
Durant l'état d'urgence, en 1975, le premier ministre Sanjay Gandhi, fils d'Indira Gandhi, lance une campagne de stérilisation contrainte des hommes pauvres ; en un an, 6,2 millions d'Indiens sont stérilisés.

### Mesures incitatives
Quelques exemples :

#### En Chine
En 1971, après la révolution culturelle, est lancée la 3e campagne de planification des naissances, dite wan xi shao (littéralement : « mariage tardif, naissances peu rapprochées et peu nombreuses »), dont le résultat a été spectaculaire : en dix ans, l’indice synthétique de fécondité a baissé de plus de moitié, passant de 5,7 enfants par femme en 1970 à 2,8 en 1979. La politique de l'enfant unique n'a fait que poursuivre cette évolution.

#### En Inde
En dehors de la courte période de l'état d'urgence (1975), les efforts de limitation volontaire des naissances ont été constants : cette politique a commencé dans les années 1970, encouragée par des prêts de la Banque mondiale, de l'Agence suédoise pour le développement international (Swedish International Development Authority) et du Fonds des Nations unies pour la population. En 2013-2014, près de quatre millions de stérilisations ont été pratiquées.

#### En Iran
Contrairement aux idées reçues sur l'incompatibilité entre la limitation des naissances et la religion musulmane, l'Iran a connu une transition démographique assez rapide grâce à plusieurs périodes de politiques de planning familial : la planification familiale a été mise en œuvre à partir d'avril 1967 ; en 1977, la proportion de femmes mariées acceptant la planification familiale atteignait déjà 11 % ; l'avortement a été légalisé en 1976 ; la révolution islamique de 1979 ralentit le programme, mais en 1980 l'ayatollah Khomeini autorise l'emploi des moyens contraceptifs à condition que l'époux l'accepte ; la guerre Iran-Irak pousse le gouvernement à adopter une politique nataliste, mais dès sa fin en 1988, le gouvernement islamique s'engage à nouveau dans une politique de contrôle des naissances ; en 1991, 45 % des femmes de 15 à 45 ans utilisent un moyen moderne de contraception, et l'indice synthétique de fécondité est passé de 7,6 enfants par femme en 1970 à 3,5 en 1993.
Sur la période 2010-2015, l'indicateur conjoncturel de fécondité de l'Iran est tombé à 1,75 enfant par femme, largement au-dessous du taux de 2,1 considéré comme nécessaire pour le maintien à long terme de la population.

#### Aux États-Unis
En 1970, la loi sur le service public de la santé (Public Health Service Act) institue, dans son titre X, le programme de planning familial du titre X, programme fédéral géré par l'Office of Population Affairs (OPA) dont les cliniques de planning familial dispensent les conseils et réalisent les gestes médicaux nécessaires pour les personnes à bas revenus et non assurées.

#### Au Vietnam
Le 27 décembre 2008, le Comité permanent de l'Assemblée nationale vietnamienne a modifié l'ordonnance sur la population de 2003, de façon à rappeler plus clairement la population à la règle de deux enfants maximum par famille. Des exceptions sont tolérées pour les couples issus de minorités ethniques dont la population est inférieure à 10 000 individus, pour ceux dont les enfants souffrent d'infirmité congénitale ou accidentelle ou pour les couples issus de remariages souhaitant avoir des enfants de leur second lit. Aucun délai minimal n'est fixé entre les naissances et aucune sanction n'est prévue pour les couples qui ne se plieraient pas à la règle, contrairement à ce qui se faisait dans les années 1980 et 1990. L'indice synthétique de fécondité du Vietnam est tombé de 5,5 enfants par femme sur la période 1975-80 à 1,96 sur 2010-2015.

## Critiques
Comme le malthusianisme et la décroissance, la décroissance démographique a été très critiquée. Ainsi, certains comme le démographe Yves Montenay reprochent à ceux qui prônent une baisse de la population de ne pas tenir compte du fait qu'il sera impossible, en Europe et dans les conditions actuelles de réglementation, d'assurer le financement des retraites, celui-ci dépendant du nombre d'actifs et de l'activité économique. Cet argument n'est évidemment valable que pour les pays reposant sur un système de retraite par répartition (comme la France ou l'Allemagne), mais pas pour les pays fortement dotés d'une retraite par capitalisation (comme le Danemark, l’Irlande, les Etats-Unis, le Royaume-Uni ou les Pays-Bas). Mais une étude prenant en compte l'ensemble des flux intergénérationnels (retraites, prestations familiales, éducation, etc) ainsi que les effets macroéconomiques d'un vieillissement de la population (réduction des coûts nécessaires pour subvenir aux besoins de chaque nouvelle génération) amène à la conclusion que le taux de fertilité qui maximiserait le niveau de vie serait de 1,5 naissance par femme dans les pays à revenu moyen supérieur et à 1,8 naissance par femme dans les pays riches industrialisés.
Le président de la République tchèque et économiste Václav Klaus considère pour sa part qu'en voulant remettre en cause le droit des individus à avoir des enfants, les tenants de la décroissance entraînent sur « la Route de la servitude », vers le totalitarisme. Il pense que c'est la liberté qui doit prévaloir et non la coercition, quelles que soient les intentions [source insuffisante].
Notons aussi que la plupart des partisans de la décroissance soutenable (c'est-à-dire uniquement sur les plans économique et de l'empreinte écologique), sont fortement opposés au malthusianisme et à la décroissance sur le plan démographique. Le journal La Décroissance du mois de juillet 2009 incluait un dossier intitulé "La décroissance contre Malthus". La question a été étudiée plus rigoureusement dans l'ouvrage du généticien et partisan de la décroissance soutenable Albert Jacquard, L'explosion démographique (1994) qui conclut que la Terre n'est pas en surpeuplement, ni aujourd'hui ni avec les prévisions des démographes concernant le XXIe siècle. Paul Ariès, théoricien français de la décroissance écrit souvent dans ses articles ou ouvrages qu' "il n'y a pas trop d'humains sur terre mais trop d'automobilistes", et défend la thèse que l'"on peut vivre à 9 milliards d'hommes sur terre mais pas avec le mode de vie occidental". Pour les écoles de pensée de la décroissance économique, le problème n'est pas le nombre des hommes mais le mode de vie occidental. Mais les habitants des pays du Sud aspirent à un mode de vie meilleur qui sera lui aussi plus consommateur de ressources, et concernera 6 milliards d'humains. Par ailleurs, la dimension de la crise écologique due à la pression démographique, ne serait-ce que pour l'alimentation (sols mis en culture alors qu'ils sont fragiles, destruction des écosystèmes et perte de biodiversité afférente) et la question de l'accès à l'eau douce ne sont pas prises en compte par les tenants de la décroissance purement économique, de sorte que leur critique du malthusianisme présente des faiblesses.

## Liste d'États en déclin démographique
| Pays               | Année | Population (M) | Baisse naturelle (%) |
| ------------------ | ----- | -------------- | -------------------- |
| Allemagne          | 2018  | 82,8           | 0,2                  |
| Biélorussie        | 2018  | 9,5            | 0,2                  |
| Bosnie-Herzégovine | 2018  | 3,5            | 0,2                  |
| Bulgarie           | 2018  | 7,0            | 0,7                  |
| Croatie            | 2018  | 4,1            | 0,3                  |
| République tchèque | 2018  | 10,6           | 0,0                  |
| Espagne            | 2018  | 46,7           | 0,1                  |
| Estonie            | 2018  | 1,3            | 0,1                  |
| Finlande           | 2018  | 5,5            | 0,1                  |
| Grèce              | 2018  | 10,6           | 0,2                  |
| Hongrie            | 2018  | 9,8            | 0,4                  |
| Italie             | 2018  | 60,6           | 0,3                  |
| Japon              | 2018  | 126,5          | 0,3                  |
| Lettonie           | 2018  | 1,9            | 0,4                  |
| Lituanie           | 2018  | 2,8            | 0,4                  |
| Moldavie           | 2018  | 3,5            | 0,0                  |
| Portugal           | 2018  | 10,3           | 0,2                  |
| Roumanie           | 2018  | 19,5           | 0,4                  |
| Russie             | 2018  | 147,3          | 0,1                  |
| Serbie             | 2018  | 7,0            | 0,5                  |
| Ukraine            | 2018  | 42,3           | 0,5                  |

NB : il s'agit d'une liste non exhaustive ; l'Autriche et la Pologne ont un excédent démographique nul.
- L'Europe a un taux de croissance naturelle de -0,1 %. Les zones principalement concernées sont l'Europe centrale et orientale, y compris la Russie et l'Europe du Sud. Hors d'Europe: le Japon, la Corée du Sud, Taïwan et Singapour.
- La population de plusieurs de ces pays augmente du fait de l'immigration : c'est le cas de l'Allemagne ou de l'Italie.
- En 2013, la Russie connaît un accroissement naturel positif pour la première fois depuis 1992[20]. Le déficit démographique naturel de la Russie, qui était de 958 500 en 2000, a décru progressivement jusqu'à 2 500 en 2012[21] ; la population russe a reculé de 5,9 millions en 16 ans, de 148,6 millions en 1993 à 142,7 en 2009, puis a entamé une très lente remontée : 143,3 millions en 2013[22].

En France, dont l'excédent naturel est de 0,3 %, le déclin démographique touche notamment les anciennes communes minières.

## Personnalités en faveur de la décroissance

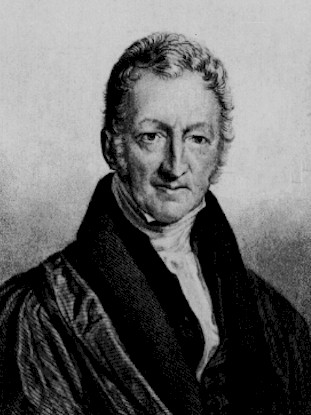
Thomas Malthus

Liste non exhaustive de personnalités en faveur d'une décroissance démographique, ou tout au moins d'un contrôle de la démographie, par ordre chronologique :
- Thomas Malthus, penseur fondateur
- Paul Robin, qui a introduit en France les concepts du néomalthusianisme
- Octave Mirbeau, qui a popularisé dans la presse les idées néomalthusiennes
- Aldous Huxley, qui évoque la question dans un essai intitulé dans sa version française : "Retour au Meilleur des Mondes".
- Paul Leyhausen, qui a étudié les effets de la densité de population sur les communautés animales pour ensuite raisonner sur l'espèce humaine ; auteur de La communauté saine – Un problème de densité ? (1965)
- Paul R. Ehrlich, auteur du livre à succès The Population Bomb (1968)
- Claude Lévi-Strauss, anthropologue et ethnologue[24],[25]
- Jacques-Yves Cousteau, dit « le Commandant Cousteau » : « La Terre est cent fois trop peuplée. Une terre et une humanité en équilibre, ce serait une population de cent à cinq cents millions de personnes »[26]
- René Dumont, agronome et premier candidat écologiste à une élection présidentielle française, en 1974 : « Je vais vous parler ce soir du plus grave des dangers qui menace notre avenir : celui de la surpopulation, tant dans le monde qu’en France »[27].
- Yves Cochet, député européen : « Aujourd’hui, plus on a d’enfants, plus on touche. Je propose qu’une famille continue de percevoir des aides pour les deux premiers enfants, mais que ces aides diminuent sensiblement à partir du troisième »[28]